# Section du Mont-Blanc
La section du Mont-Blanc était, sous la Révolution française, une section révolutionnaire parisienne.

## Représentants
Elle était représentée à la Commune de Paris par :
- Charles Jacques Mathieu Bougon, né à Trouville-sur-Mer dans le département du Calvados en 1737.  Garçon de bureau à l’Administration du timbre, père de vingt enfants, il est guillotiné le 10 thermidor an II (28 juillet 1794). Il demeurait 64, rue Saint-Lazare.
- Jean-Baptiste Charigny, guillotiné le 11 thermidor an II (29 juillet 1794),
- Nicolas Guérin, ancien adjudant, receveur des rentes, né à Beaumont-sur-Orne dans le département du Calvados en 1742. Il est guillotiné le 10 thermidor an II. Il habitait 50, rue du Faubourg-Montmartre.
- Jean Nicolas Langlois, serrurier né à Rouen en 1745, c'est un ancien membre de la section des Marchés (il habitait alors rue de la Grande-Friperie). Il demeure 38, rue Saint-Georges.

## Historique
Cette section s’appela d’abord « section de la Grange-Batelière ». En août 1792, elle prit le nom de « section de Mirabeau », avant d’y renoncer, en décembre suivant, pour devenir « section du Mont-Blanc ».

## Territoire
À cheval entre le quartier Saint-Georges et celui de la Chaussée-d'Antin.

## Limites
La rue de Clichy, à gauche de la barrière, à la rue Saint-Lazare : la rue de la Chaussée-d'Antin, à gauche, depuis la rue de Clichy jusqu’au Boulevard : le Boulevard, à gauche de la Chaussée d’Antin, à la rue Montmartre : rue du Faubourg-Montmartre et rue des Martyrs, à gauche, jusqu’à la barrière : les murs de la barrière Montmartre à celle de Clichy.

## Intérieur
Les rues Blanche, de la Rochefoucauld : rue Royale, ruelle Baudin, rues Saint-Georges, des Trois-Frères, Taitbout, d'Artois, le Pelletier, de la Grange-Batelière, Chaussat, Chantereine, de Provence, etc. et généralement tous les rues, culs-de-sac, places, enclavés dans cette limite.

## Local
La section du Mont-Blanc se réunissait dans l’ancien dépôt militaire des Gardes-Françaises, au coin de la rue de la Chaussée-d'Antin et du boulevard du même nom à l'époque ; aujourd'hui 38 boulevard des Italiens.

## Population
10 920 habitants, dont 1 200 ouvriers et 1 030 économiquement faibles.

## 9 Thermidor an II
Lors de la chute de Robespierre le 9 thermidor an II (27 juillet 1794), la section du Mont-Blanc resta fidèle à la Convention nationale malgré ses trois représentants qui prêtèrent serment à la Commune de Paris, ils furent guillotinés les 10 et 11 thermidor an II (29 juillet 1794).
Rapport d’Edme-Bonaventure Courtois :

« Cette section s’est parfaitement bien conduite. Réunie en vertu d’une convocation de la Commune, elle envoie une députation à la Convention pour lui demander ses ordres.

Le représentant Montaut se présente pour prononcer un discours destiné à entretenir le feu du patriotisme.

L’officier municipal Langlois voulut d’abord corrompre le président Trépié, haranguer ensuite la section pour l’engager à se rallier à la Commune, mais ne fut pas écouté.
Elle envoie à toutes les sections communication franche de sa conduite loyale.

Le comité révolutionnaire ne paraît avoir concouru que pour l’arrestation des traîtres. »

## Évolution
Après le regroupement par quatre des sections révolutionnaires par la loi du 19 vendémiaire an IV (11 octobre 1795) qui porte création de 12 arrondissements, la présente section est maintenue comme subdivision administrative, puis devient, par arrêté préfectoral du 10 mai 1811, le quartier Chaussée d'Antin (2e arrondissement de Paris).